# 任侠花一輪
任侠花一輪（にんきょうはないちりん）は、1974年10月5日に公開された藤竜也の初主演映画。監督は三堀篤。製作は東映東京撮影所。併映は『実録飛車角 狼どもの仁義』（菅原文太主演、村山新治監督）。

## 概要
1974年4月に発売された藤竜也の"語りだけ"のシングルレコード「花一輪」を東映が『任侠花一輪』のタイトルで、当時フリーの藤を招き映画化。原案としてクレジットされている「小谷夏」は久世光彦のペンネームの一つで、久世は「花一輪」の作詞者である。映画の内容も「螢の子と書いてケイコと申します。妹の名前です....。もう間もなく身寄りのない不憫な娘になるはずです」などの「花一輪」の詞を基に脚本が書かれている。出所したヤクザの藤が、小さいころ別れたきりの不憫な妹の行方を捜して歩くというニュータイプの現代任侠映画で、後の"ネオやくざ映画"を先取りしているといえるかも知れない。藤は1973年にTBSの大人気ドラマ『時間ですよ』に出演し、ほとんど喋らない謎の男・風間役で人気に出て、本作もこの風間のイメージで主役を演じる。藤は1961年に日活に入社して以来、石原裕次郎、小林旭、渡哲也、高橋英樹らスターの陰で、もっぱら脇役ばかりであったが、本作で「夢にまで見た初めての主役」を演じた。東映はこの時期まだヤクザ映画を量産していたが、藤のヤクザ映画出演はこれ1本のみである。藤は2015年『龍三と七人の子分たち』でヤクザの親分役を演じたが、この『任侠花一輪』以降はヤクザ役はほとんどやらなかった。またこの年『聖獣学園』でデビューした多岐川裕美が、藤の妹と、妹と瓜二つの女を二役で演じる。

## あらすじ
出所したヤクザの白鳥真一が、小さいころ別れた妹の行方を捜して歩き、暴力団同士の抗争に巻き込まれる。

## スタッフ
- 企画：吉田達
- 監督：三堀篤
- 助監督：馬場昭格
- 原案：小谷夏
- 脚本：村尾昭
- 撮影：飯村雅彦
- 音楽：菊池俊輔
- 美術：桑名忠之
- 録音：溝口正義
- 照明：増田悦章
- 編集：祖田冨美夫

## キャスト
- 白鳥真一：藤竜也
- 白鳥螢子、有田光子：多岐川裕美
- 村瀬愛：宮園純子
- 矢代政司：梅宮辰夫
- 松岡鉄男：神太郎
- 大和田剛一：天津敏
- 鳴海義男：名和宏
- 宮下勲：八名信夫
- 高原健太：誠直也